# Большое Запоточье
Большое Запоточье (бел. Вялікае Запаточча) — деревня в составе Семукачского сельсовета Могилёвского района Могилёвской области Республики Беларусь.

## Население
- 1999 год — 147 человек
- 2010 год — 81 человек